# Idiomacromerus papaveris
Idiomacromerus papaveris is een vliesvleugelig insect uit de familie Torymidae. De wetenschappelijke naam is voor het eerst geldig gepubliceerd in 1856 door Förster.